# Ishaq ibn Ali
Ishāq ibn ‘Alī (... – aprile 1147) fu l'ottavo ed ultimo sultano almoravide, regnò per un breve periodo nel 1147.
Ishaq era lo zio del suo predecessore Ibrāhīm ibn Tāshfīn, vennero uccisi entrambi dopo la conquista di Marrakesh ad opera degli Almohadi guidati da 'Abd al-Mu'min nel 1147.